# Portugués Urbano
Portugués Urbano es un barrio ubicado en el municipio de Ponce en el estado libre asociado de Puerto Rico. En el Censo de 2010 tenía una población de 4110 habitantes y una densidad poblacional de 1.259,43 personas por km².

## Geografía
Portugués Urbano se encuentra ubicado en las coordenadas 18°1′33″N 66°37′26″O / 18.02583, -66.62389. Según la Oficina del Censo de los Estados Unidos, Portugués Urbano tiene una superficie total de 3.26 km², de la cual 3.26 km² corresponden a tierra firme y (0.24%) 0.01 km² es agua.

## Demografía
Según el censo de 2010, había 4110 personas residiendo en Portugués Urbano. La densidad de población era de 1.259,43 hab./km². De los 4110 habitantes, Portugués Urbano estaba compuesto por el 82.34% blancos, el 7.08% eran afroamericanos, el 0.39% eran amerindios, el 0.02% eran asiáticos, el 8.52% eran de otras razas y el 1.65% pertenecían a dos o más razas. Del total de la población el 99.51% eran hispanos o latinos de cualquier raza.